# Моторное (Ленинградская область)
Моторное (до 1948 года Вуохенсало, фин. Vuohensalo) — посёлок в Ларионовском сельском поселении Приозерского района Ленинградской области.

## Название
Топоним Вуохенсало в дословном переводе означает Козья глушь.
16 января 1948 года исполком Норсъйокского сельсовета принял решение о переименовании деревни Вуохенсало в посёлок Рыбацкий, согласно постановлению общего собрания рабочих и служащих рыбзавода треста «Ленрыба». Спустя полгода название было изменено на Моторное. Переименование было закреплено указом Президиума ВС РСФСР от 13 января 1949 года.

## История
В 1920 году деревня насчитывала 244 жителя.
- Деревня Вуохенсало на финской карте 1923 года

С 1913 года в деревне работала школа.
До 1939 года деревня Вуохенсало входила в состав Кякисалмского сельского округа Выборгской губернии Финляндской республики. В 1939 году деревня насчитывала 277 жителей, которые занимались сельским хозяйством и рыбной ловлей.
С 1 января 1940 года — в составе Карело-Финской ССР.
С 1 августа 1941 года по 31 июля 1944 года финская оккупация.
С 1 ноября 1944 года, деревня Вуохенсало в составе Норсъйокского сельсовета Кексгольмского района Ленинградской области.
С 1 октября 1948 года находится в составе Ларионовского сельсовета Приозерского района.
С 1 января 1949 года учитывается как посёлок Моторное.
С 1 февраля 1963 года — в составе Выборгского района.
С 1 января 1965 года — вновь в составе Приозерского района. В 1965 году население посёлка составляло 238 человек. 
По данным 1966, 1973 и 1990 годов посёлок Моторное входил в состав Ларионовского сельсовета.
В 1997 году в посёлке Моторное Ларионовской волости проживал 301 человек, в 2002 году — 362 человека (русские — 84 %).
В 2007 году в посёлке Моторное Ларионовского СП проживали 255 человек, в 2010 году — 285 человек.

## География
Посёлок расположен в северо-восточной части района на автодороге 41К-012 (Санкт-Петербург — Приозерск).
Расстояние до административного центра поселения — 9 км.
Расстояние до ближайшей железнодорожной станции Приозерск — 18 км.
Посёлок находится на западном берегу Ладожского озера. К югу от посёлка расположено озеро Воробьёво.

## Демография
| 2007 | 2010 | 2017 |
| ---- | ---- | ---- |
| 255  | ↗285 | ↘276 |

## Фото
- Бухта Моторная. 2013 год

## Улицы
1-я Пионерская, 2-е Приладожское шоссе, 2-я Пионерская, 3-я Пионерская, Банный переулок, Береговая, Бухта Моторная, Заречный переулок, Квартальная, Кольцевой переулок, Крымская, Ладожский переулок, Луговая, Молодежная, Морская, Надежды, Огородный переулок, Ольховая, Полевая, 1-я Полевая линия, 2-я Полевая линия, 3-я Полевая линия, 4-я Полевая линия, 5-я Полевая линия, Приладожское, Причальная, Ручьевая, Рыбацкая, Садовая, Светлая, Солнечный переулок, Сосновая, Стеклянная, Хвойная, Хуторная, Якорная